# Fast Forward (serial)
Fast Forward este un serial TV, australian din anii 1990, el a fost unul din cei mai apreciați sketch-comedy-show. Serialul a avut 90 de episoade fiind transmis de televiziuea australiană de la data de 12 aprilie 1989 până la data de 26 noiembrie 1992. Producătorul emisiunii fiind Steve Vizard. Printre actorii care au jucat în serial se numără: Jane Turner, Gina Riley, Magda Szubanski, Marg Downey, Michael Veitch, Peter Moon, Alan Pentland, Steve Blackburn, Geoff Brookes, Ernie Dingo.